# 腸仔包
腸仔包是香港的一種特色麵包，是一種鹹麵包，類似熱狗麵包，但沒有醬汁。
基本上香港大部分麵包店都有出售，但麵包的大小各有不同，同時也有不少變種。因為製作簡單，所以價格較為低廉，不少市民都會以腸仔包作為早餐或下午茶點。